# Tilhouse
Tilhouse (gascognisch: Telhosa) ist eine französische Stadt mit 225 Einwohnern (Stand: 1. Januar 2022) im Département Hautes-Pyrénées in der Region Okzitanien. Sie gehört zum Arrondissement Bagnères-de-Bigorre sowie zum Kanton La Vallée de l’Arros et des Baïses. Die Einwohner werden Tilhousais genannt.

## Geographie
Tilhouse liegt etwa 23 Kilometer südöstlich von Tarbes auf dem Plateau von Lannemezan. Der Arros begrenzt die Gemeinde im Westen. Umgeben wird Tilhouse von den Nachbargemeinden Benqué-Molère im Westen und Norden, Capvern im Norden und Osten, Avezac-Prat-Lahitte im Südosten und Süden sowie Sarlabous im Südwesten.

## Bevölkerungsentwicklung
| Jahr                       | 1962 | 1968 | 1975 | 1982 | 1990 | 1999 | 2006 | 2013 | 2020 |
| Einwohner                  | 207  | 180  | 182  | 222  | 206  | 211  | 213  | 218  | 230  |
| Quellen: Cassini und INSEE |      |      |      |      |      |      |      |      |      |

## Sehenswürdigkeiten

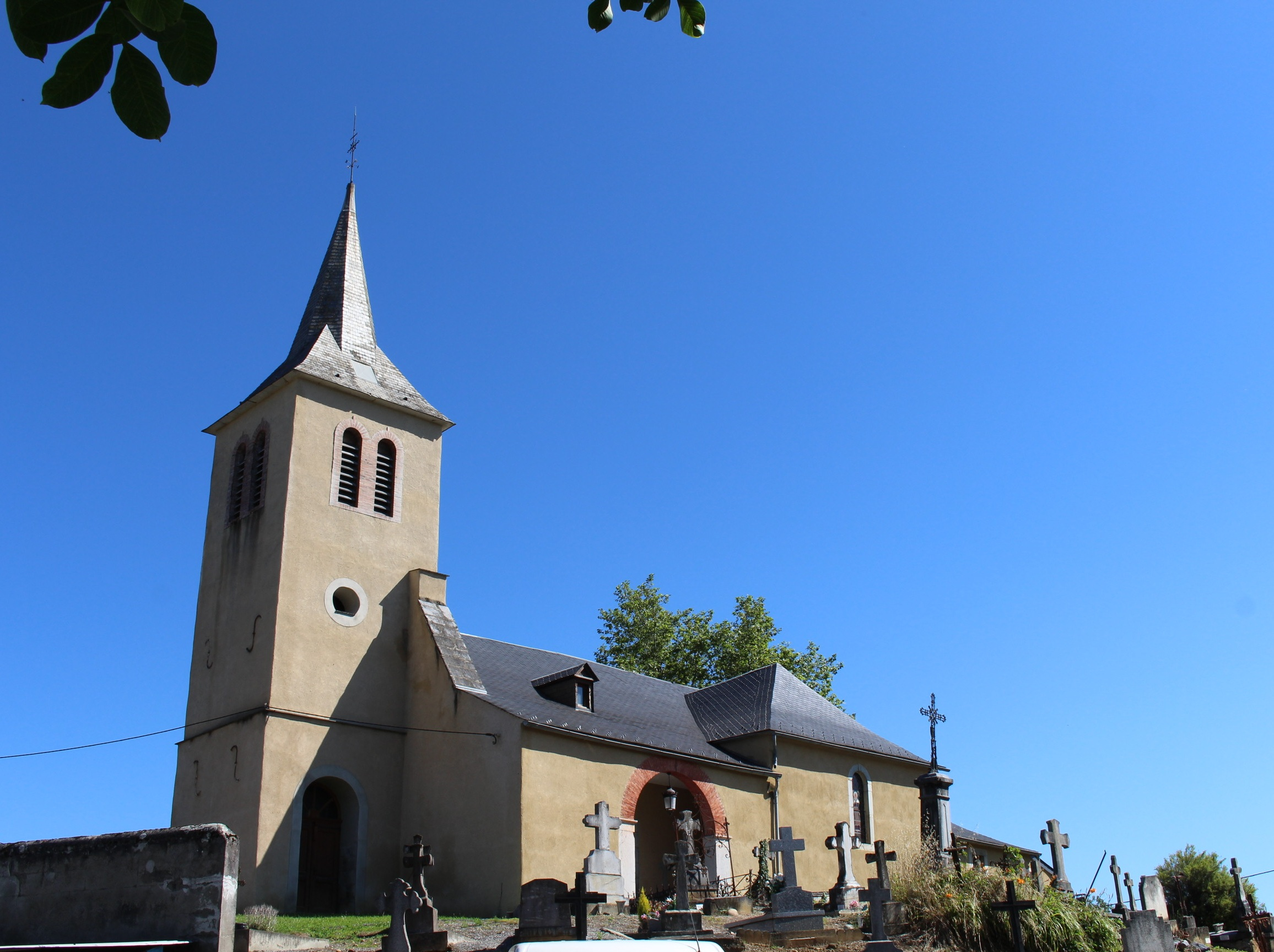
Kirche Notre-Dame-de-l'Assomption

- Kirche Notre-Dame-de-l'Assomption